# Osella Corse
Osella Engineering ou Osella Corse (ou simplesmente Osella) é uma antiga construtora de carros de corrida italiana, fundada em 1965 por Enzo Osella e que participou da Fórmula 1, com sede na cidade de Volpiano. A equipe participou de 132 Grandes Prêmios entre 1980 e 1990.
Desde o meio da década de 1980, os carros utilizavam um motor Alfa Romeo.

## História

### O surgimento da Osella
A trajetória da Osella começa ainda na década de 1960, através de Vincenzo "Enzo" Osella, que no início corria com carros da Abarth, em campeonatos italianos de turismo e subida de montanha. Quando a FIAT comrprou a Abarth, Enzo assumiu a direção esportiva e fundou seu time na pequena cidade italiana de Volpiano, na região de Turim. Foram várias vitórias, principalmente com Arturo Merzario ao volante. Em 1974, ele ficou farto dos carros-esporte e se mandou para os monopostos.

### Fórmula 2
A Osella iniciou a sua passagem nas categorias de monopostos em 1974, na Fórmula 2, com um FA2 equipado com motor BMW e pilotado por Giorgio Francia. Nos anos seguintes, Enzo Osella fez carros de F2, Fórmula 3 e esporte, sempre com resultados bons e ruins. O time foi vice do Mundial de Marcas em 1978 com Francia, Lella Lombardi e Pal Joey, enquanto que em 1979, um novo FA2 conseguiu vitórias com Eddie Cheever na categoria.

### Estréia na Fórmula 1
Não demoraria muito para que Enzo chegasse à categoria máxima do automobilismo. Em 1980, a Osella Squadra Corse debutaria no Mundial de F1 com um FA1 desenhado por Giorgio Stirano, patrocinado pela Denim, com motor Ford Cosworth DFV e dirigido pelo norte-americano Eddie Cheever. A estréia foi no GP da Argentina, onde Cheever não entraria no grid de largada. A primeira largada de um Osella foi no GP da África do Sul, o terceiro da temporada. Mas Cheever sofreria um acidente e abandonaria o GP. A Osella só terminaria uma prova: o GP da Itália, onde Cheever terminaria em 12º, já usando um novo carro, o FA1B, desenhado por Giorgio Valentini.

### Desempenho em 1981 e a chegada de Jarier
A temporada de 1981 prometia ser melhor, mantendo o patrocínio da Denim, e tendo como pilotos o italiano Beppe Gabbiani e o argentino Miguel Ángel Guerra. O ano foi demasiadamente instável para a Osella: Gabbiani e Guerra oscilavam entre não-qualificações e abandonos (Gabbiani não terminaria nenhuma corrida do ano). Guerra foi embora depois do GP de San Marino e foi substituído por Piercarlo Ghinzani, que logo na estréia terminou o GP da Bélgica em décimo terceiro, mas não iria para o grid em Mônaco e foi substituído por Giorgio Francia (que não se qualificou para o grid do GP da Espanha), e mais tarde pelo veterano francês Jean-Pierre Jarier. Ele, inclusive, conseguiu os dois melhores resultados da equipe naquela temporada (dois 8º lugares: na Inglaterra e na Alemanha). Mesmo com a estreia do FA1C (com patrocínios da Saima e da Pioneer), projetado por Valentini, no GP da Itália, os pontos teimavam em não chegar para a esquadra de Enzo. Mas Jarier ficaria para 1982, e teria o jovem italiano Riccardo Paletti como companheiro de time.

### Sensação de melhora e a morte de Paletti
O modelo FA1C foi mantido para o começo da temporada, e as coisas pareciam ser melhores para a Osella. Jarier chegou em 4º lugar no GP de San Marino e levou os primeiros 3 pontos para o time (o GP só teve 7 equipes, já que o restante boicotaram devido a rivalidade FISA x FOCA). Jarier se classificaria com certa frequência, mas Paletti só largaria em dois GPs: em Detroit e no Canadá, este último de triste memória: Paletti sofreria um acidente após se chocar com a Ferrari de Didier Pironi, que não conseguiu largar. Ele morreria pouco tempo depois, com apenas 23 anos (faltavam apenas 2 dias para completar 24). Em sinal de luto, a Osella só manteve o carro de Jarier, mas a rotina de quebras continuaria (após o acidente, a Osella só terminaria 1 GP: o da Holanda, com o 14º lugar de Jarier). No GP da Alemanha, o FA1D estrearia, com patrocínio da Kelemata e projetado por Tony Southgate (ex-Shadow e Arrows).

### Situação para 1983
O FA1D seria o carro do começo da temporada de 1983, e a Osella voltaria a ter dois pilotos: Piercarlo Ghinzani e Corrado Fabi (irmão mais novo de Teo Fabi). A Kelemata continuaria a patrocinar e o carro agora teria os motores da Alfa Romeo V12 aspirado, a partir do GP de San Marino - inicialmente, apenas para o carro de Ghinzani. Só a partir do GP da Grã-Bretanha, os dois carros teriam o Alfa. Também em San Marino, estrearia o FA1E (criação de Southgate). A temporada foi um fiasco, apenas como destaque o 10º lugar de Fabi no GP da Áustria e o 11º na Holanda. Nas três últimas provas, dois abandonos e a não qualificação em Brands Hatch.

### 1984-1985: a sina continuaria?

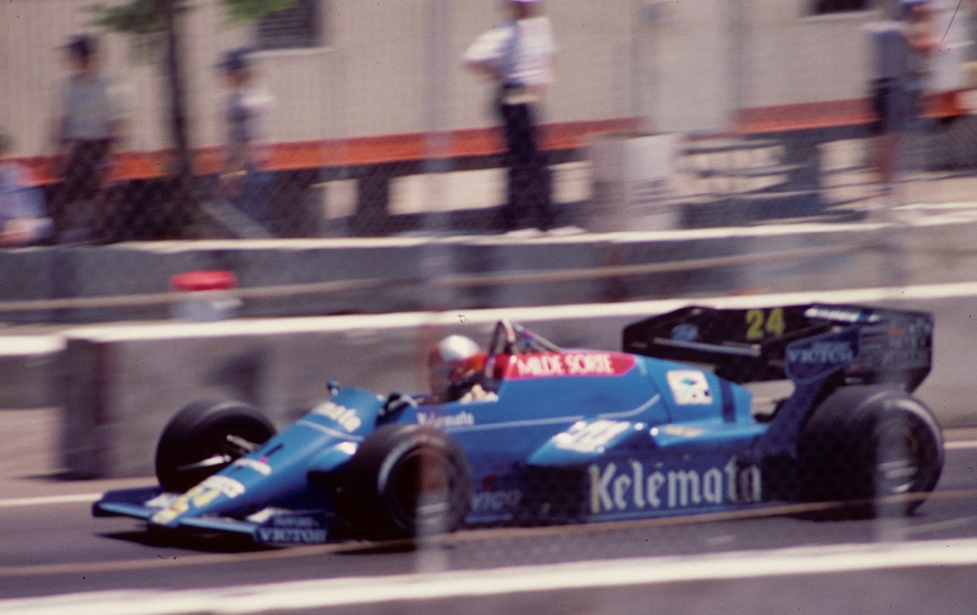
O Osella FA1F de 1984, pilotado por Piercarlo Ghinzani no GP de Dallas.

A temporada de 1984 chegou e o FA1F (agora equipado com motor Alfa Romeo turbo) já seria lançado no GP do Brasil, apenas pilotado por Ghinzani, que mais tarde teria o austríaco Jo Gartner como companheiro. Apenas dois pontos foram somados: um 5º lugar de Ghinzani em Dallas, deveria ser quatro no total com o 5º lugar conquistado por Gartner na Monza. Mas o piloto austríaco não teve direito aos pontos, porque a equipe inscreveu naquele campeonato apenas o carro de Ghinzani. No fim, um ano melhor que os outros, com vários términos de corrida e o 10º lugar nos construtores, sua melhor classificação na história.
O FA1F ainda correria as três primeiras provas de 1985, quando o FA1G saiu do papel, mas praticamente era o mesmo carro. A falta de resultados e os frequentes abandonos foram suficientes para que Ghinzani perdesse sua vaga para o holandês Huub Rothengatter (favorecido pelos generosos patrocínios que ostentava, com o objetivo de reforçar o caixa). Rothengatter nunca colocou o carro nos eixos, e a sina perseguia ainda mais a Osella, que ficou mais um ano sem pontuar.

### 1986
Em 1986, o FA1F reapareceria junto com o FA1G nas corridas com a dupla formada por Ghinzani e o alemão Christian Danner, que foi substituído no Grande Prêmio de Detroit pelo jovem canadense Allen Berg (que chegou ao lado do patrocínio da Landis & Gyr), e até um FA1H apareceria pilotado por Ghinzani na Inglaterra, mas o melhor que a Osella pode oferecer foi o 11º lugar do italiano no GP da Áustria, usando o FA1G. Berg seria substituído por outro jovem piloto: o italiano Alex Caffi, que disputou apenas o GP de Monza, e mesmo assim não aconteceram melhoras mais significativas.

### 1987: a terceira temporada consecutiva longe dos pontos
Para a temporada de 1987, a Osella lança o FA1I, ainda com motores da Alfa Romeo. Dois italianos (Alex Caffi e Gabriele Tarquini) e um suíço (Franco Forini) se revezaram pela temporada inteira tentando fazer o carro andar mais. Apenas uma vez, o carro viu bandeira quadriculada, graças ao 12º lugar de Caffi em San Marino. No restante da temporada, vieram mais 3 não-classificações e, quando se classificava, o carro abandonava logo depois.

### 1988: última temporada com motores Alfa Romeo
Para 1988, a Alfa Romeo desiste da parceria total com a equipe, mas sem parar de fornecer os motores, rebatizados simplesmente com o nome do time. Viria o FA1L, e o azul característico deu lugar ao preto. Nada que fosse assim tão importante para bons resultados, mas Nicola Larini segurou a barra da Osella, apesar da equipe ter terminado apenas 3 corridas, com destaque para o 9º lugar em Mônaco. No final do ano, Enzo trocou a Alfa Romeo pelos tradicionais propulsores da Ford Cosworth, que estariam de volta em 1989, ainda com o dinheiro e apoio da Fondmetal (empresa fabricante de rodas para corridas), chefiada por Gabriele Rumi. Como fruto dessa nova parceria, saiu o FA1M, predominantemente branco, mantendo Larini e trazendo Ghinzani de volta. Não seria bastante dizer que o carro não era tão bom assim, apesar de Larini ter largado em 10º no Japão e em 11º na Austrália e de ter sido o único a fazer o carro terminar uma corrida (12º em Ímola). Enquanto isso, Ghinzani, já veterano (estava com 37 anos), teria muitas dificuldades com o carro na pré-qualificação, inclusive anunciando sua aposentadoria em Monza, embora não descartasse uma volta ao grid em 1991. Enfim, 1989 não seria novamente o ano da Osella, que terminaria pelo quinto ano consecutivo sem conquistar nenhum ponto.

### 1990: última temporada como Osella
O ano de 1990 foi o último da Osella com tal denominação na F-1. Rumi aumentaria suas cotas no time e a equipe é renomeada Fondmetal-Osella. O novo carro da equipe, o FA1M-E, seria pilotado pelo francês Olivier Grouillard. O derradeiro ano do time seria um pouco melhor, com a equipe se qualificando com frequência e terminando várias corridas. O melhor desempenho do time foram dois 13º lugares: Canadá e Austrália. No fim do ano, Enzo Osella vende sua parte para Rumi e sai da Fórmula 1. Finalmente, em 1991, Rumi (falecido em 2001) muda o nome da equipe apenas para Fondmetal.

## Classificação completa da Osella
| 1990 | Fondmetal Osella     | FA1M   | P | Ford Cosworth DFR V8     | Agip           | 14 | Olivier Grouillard  |                        | NC (15º lugar) 0 ponto |
| 1990 | Fondmetal Osella     | FA1M-E | P | Ford Cosworth DFR V8     | Agip           | 14 | Olivier Grouillard  |                        | NC (15º lugar) 0 ponto |
| 1989 | Osella Squadra Corse | FA1M   | P | Ford Cosworth DFR V8     | Agip           | 17 | Nicola Larini       | Enrico Bertaggia       | NC (17º lugar) 0 ponto |
| 1989 | Osella Squadra Corse | FA1M   | P | Ford Cosworth DFR V8     | Agip           | 18 | Piercarlo Ghinzani  | Enrico Bertaggia       | NC (17º lugar) 0 ponto |
| 1988 | Osella Squadra Corse | FA1I   | G | Osella 890T V8 turbo     | Agip           | 21 | Nicola Larini       |                        | NC (16º lugar) 0 ponto |
| 1988 | Osella Squadra Corse | FA1L   | G | Osella 890T V8 turbo     | Agip           | 21 | Nicola Larini       |                        | NC (16º lugar) 0 ponto |
| 1987 | Osella Squadra Corse | FA1G   | G | Alfa Romeo 890T V8 turbo | Agip           | 22 | Gabriele Tarquini   |                        | NC (15º lugar) 0 ponto |
| 1987 | Osella Squadra Corse | FA1I   | G | Alfa Romeo 890T V8 turbo | Agip           | 21 | Alex Caffi          |                        | NC (15º lugar) 0 ponto |
| 1987 | Osella Squadra Corse | FA1I   | G | Alfa Romeo 890T V8 turbo | Agip           | 22 | Franco Forini       |                        | NC (15º lugar) 0 ponto |
| 1986 | Osella Squadra Corse | FA1F   | P | Alfa Romeo 890T V8 turbo | Agip           | 22 | Christian Danner    |                        | NC (14º lugar) 0 ponto |
| 1986 | Osella Squadra Corse | FA1F   | P | Alfa Romeo 890T V8 turbo | Agip           | 22 | Allen Berg          |                        | NC (14º lugar) 0 ponto |
| 1986 | Osella Squadra Corse | FA1F   | P | Alfa Romeo 890T V8 turbo | Agip           | 22 | Alex Caffi          |                        | NC (14º lugar) 0 ponto |
| 1986 | Osella Squadra Corse | FA1G   | P | Alfa Romeo 890T V8 turbo | Agip           | 21 | Piercarlo Ghinzani  |                        | NC (14º lugar) 0 ponto |
| 1986 | Osella Squadra Corse | FA1G   | P | Alfa Romeo 890T V8 turbo | Agip           | 22 | Allen Berg          |                        | NC (14º lugar) 0 ponto |
| 1986 | Osella Squadra Corse | FA1H   | P | Alfa Romeo 890T V8 turbo | Agip           | 21 | Piercarlo Ghinzani  |                        | NC (14º lugar) 0 ponto |
| 1986 | Osella Squadra Corse | FA1H   | P | Alfa Romeo 890T V8 turbo | Agip           | 22 | Allen Berg          |                        | NC (14º lugar) 0 ponto |
| 1985 | Osella Squadra Corse | FA1F   | P | Alfa Romeo 890T V8 turbo | Agip           | 24 | Piercarlo Ghinzani  | Giorgio Francia        | NC (11º lugar) 0 ponto |
| 1985 | Osella Squadra Corse | FA1F   | P | Alfa Romeo 890T V8 turbo | Agip           | 24 | Huub Rothengatter   | Giorgio Francia        | NC (11º lugar) 0 ponto |
| 1985 | Osella Squadra Corse | FA1G   | P | Alfa Romeo 890T V8 turbo | Agip           | 24 | Piercarlo Ghinzani  | Giorgio Francia        | NC (11º lugar) 0 ponto |
| 1985 | Osella Squadra Corse | FA1G   | P | Alfa Romeo 890T V8 turbo | Agip           | 24 | Huub Rothengatter   | Giorgio Francia        | NC (11º lugar) 0 ponto |
| 1984 | Osella Squadra Corse | FA1E   | P | Alfa Romeo 1260 V12      | Agip           | 30 | Jo Gartner          |                        | 12º lugar 2 pontos     |
| 1984 | Osella Squadra Corse | FA1F   | P | Alfa Romeo 890T V8 turbo | Agip           | 24 | Piercarlo Ghinzani  |                        | 12º lugar 2 pontos     |
| 1984 | Osella Squadra Corse | FA1F   | P | Alfa Romeo 890T V8 turbo | Agip           | 30 | Jo Gartner          |                        | 12º lugar 2 pontos     |
| 1983 | Osella Squadra Corse | FA1D   | M | Ford Cosworth DFV V8     | Agip           | 31 | Corrado Fabi        |                        | NC (20º lugar) 0 ponto |
| 1983 | Osella Squadra Corse | FA1D   | M | Ford Cosworth DFV V8     | Agip           | 32 | Piercarlo Ghinzani  |                        | NC (20º lugar) 0 ponto |
| 1983 | Osella Squadra Corse | FA1E   | M | Alfa Romeo 1260 V12      | Agip           | 32 | Piercarlo Ghinzani  | NC (17° lugar) 0 ponto |                        |
| 1983 | Osella Squadra Corse | FA1E   | M | Alfa Romeo 1260 V12      | Agip           | 31 | Corrado Fabi        | NC (17° lugar) 0 ponto |                        |
| 1982 | Osella Squadra Corse | FA1C   | P | Ford Cosworth DFV V8     | Valvoline Agip | 31 | Jean-Pierre Jarier  |                        | NC (14º lugar) 0 ponto |
| 1982 | Osella Squadra Corse | FA1C   | P | Ford Cosworth DFV V8     | Valvoline Agip | 32 | Riccardo Paletti    |                        | NC (14º lugar) 0 ponto |
| 1982 | Osella Squadra Corse | FA1D   | P | Ford Cosworth DFV V8     | Valvoline Agip | 31 | Jean-Pierre Jarier  |                        | NC (14º lugar) 0 ponto |
| 1981 | Osella Squadra Corse | FA1B   | M | Ford Cosworth DFV V8     | Valvoline      | 31 | Miguel Ángel Guerra |                        | NC (16º lugar) 0 ponto |
| 1981 | Osella Squadra Corse | FA1B   | M | Ford Cosworth DFV V8     | Valvoline      | 31 | Piercarlo Ghinzani  |                        | NC (16º lugar) 0 ponto |
| 1981 | Osella Squadra Corse | FA1B   | M | Ford Cosworth DFV V8     | Valvoline      | 31 | Beppe Gabbiani      |                        | NC (16º lugar) 0 ponto |
| 1981 | Osella Squadra Corse | FA1B   | M | Ford Cosworth DFV V8     | Valvoline      | 32 | Beppe Gabbiani      |                        | NC (16º lugar) 0 ponto |
| 1981 | Osella Squadra Corse | FA1B   | M | Ford Cosworth DFV V8     | Valvoline      | 32 | Piercarlo Ghinzani  |                        | NC (16º lugar) 0 ponto |
| 1981 | Osella Squadra Corse | FA1B   | M | Ford Cosworth DFV V8     | Valvoline      | 32 | Giorgio Francia     |                        | NC (16º lugar) 0 ponto |
| 1981 | Osella Squadra Corse | FA1B   | M | Ford Cosworth DFV V8     | Valvoline      | 32 | Jean-Pierre Jarier  |                        | NC (16º lugar) 0 ponto |
| 1981 | Osella Squadra Corse | FA1C   | M | Ford Cosworth DFV V8     | Valvoline      | 32 | Jean-Pierre Jarier  |                        | NC (16º lugar) 0 ponto |
| 1980 | Osella Squadra Corse | FA1    | G | Ford Cosworth DFV V8     | Valvoline      | 31 | Eddie Cheever       |                        | NC (14º lugar) 0 ponto |

## Todos os Resultados na Fórmula 1
(legenda) 
| Ano  | Chassi | Motor                    | Pneus | N° | Pilotos             | 1   | 2   | 3   | 4   | 5   | 6   | 7   | 8   | 9   | 10  | 11  | 12  | 13  | 14  | 15  | 16  | Pontos | Posição  |  |
| ---- | ------ | ------------------------ | ----- | -- | ------------------- | --- | --- | --- | --- | --- | --- | --- | --- | --- | --- | --- | --- | --- | --- | --- | --- | ------ | -------- |  |
|      |        |                          |       |    |                     |     |     |     |     |     |     |     |     |     |     |     |     |     |     |     |     |        |          |  |
|      |        |                          |       |    |                     | USA | BRA | SMR | MON | CAN | MEX | FRA | GBR | GER | HUN | BEL | ITA | POR | ESP | JAP | AUS |        |          |  |
| 1990 | FA1M   | Ford Cosworth DFR V8     | P     | 14 | Olivier Grouillard  | Ret | Ret |     |     |     |     |     |     |     |     |     |     |     |     |     |     | 0      | NC (15º) |  |
| 1990 | FA1M-E | Ford Cosworth DFR V8     | P     | 14 | Olivier Grouillard  |     |     | Ret | NQ  | 13  | 19  | NPQ | NQ  | NQ  | NPQ | 16  | Ret | NQ  | Ret | NQ  | 13  | 0      | NC (15º) |  |
|      |        |                          |       |    |                     |     |     |     |     |     |     |     |     |     |     |     |     |     |     |     |     |        |          |  |
|      |        |                          |       |    |                     | BRA | SMR | MON | MEX | USA | CAN | FRA | GBR | GER | HUN | BEL | ITA | POR | ESP | JAP | AUS |        |          |  |
| 1989 | FA1M   | Ford Cosworth DFR V8     | P     | 17 | Nicola Larini       | DSQ | 12† | NPQ | NPQ | NPQ | Ret | NPQ | Ret | NPQ | NPQ | NPQ | Ret | NPQ | Ret | Ret | Ret | 0      | NC (17º) |  |
| 1989 | FA1M   | Ford Cosworth DFR V8     | P     | 18 | Piercarlo Ghinzani  | NPQ | NPQ | NPQ | NPQ | NPQ | NPQ | NPQ | NPQ | NPQ | Ret | NPQ | NPQ | NPQ | Ret | NPQ | Ret | 0      | NC (17º) |  |
|      |        |                          |       |    |                     |     |     |     |     |     |     |     |     |     |     |     |     |     |     |     |     |        |          |  |
|      |        |                          |       |    |                     | BRA | SMR | MON | MEX | CAN | USE | FRA | GBR | GER | HUN | BEL | ITA | POR | ESP | JAP | AUS |        |          |  |
| 1988 | FA1I   | Osella 890T1 V8 turbo    | G     | 21 | Nicola Larini       | NQ  |     |     |     |     |     |     |     |     |     |     |     |     |     |     |     | 0      | NC (16º) |  |
| 1988 | FA1L   | Osella 890T1 V8 turbo    | G     | 21 | Nicola Larini       |     | EX  | 9   | NQ  | NQ  | Ret | Ret | 19† | Ret | NPQ | Ret | Ret | 12  | Ret | Ret | NPQ | 0      | NC (16º) |  |
|      |        |                          |       |    |                     |     |     |     |     |     |     |     |     |     |     |     |     |     |     |     |     |        |          |  |
|      |        |                          |       |    |                     | BRA | SMR | BEL | MON | USE | FRA | GBR | GER | HUN | AUT | ITA | POR | ESP | MEX | JAP | AUS |        |          |  |
| 1987 | FA1G   | Alfa Romeo 890T V8 turbo | G     | 22 | Gabriele Tarquini   |     | Ret |     |     |     |     |     |     |     |     |     |     |     |     |     |     | 0      | NC (15º) |  |
| 1987 | FA1I   | Alfa Romeo 890T V8 turbo | G     | 21 | Alex Caffi          | Ret | 12† | Ret | Ret | Ret | Ret | Ret | Ret | Ret | Ret | Ret | Ret | NQ  | Ret | Ret | NQ  | 0      | NC (15º) |  |
| 1987 | FA1I   | Alfa Romeo 890T V8 turbo | G     | 22 | Franco Forini       |     |     |     |     |     |     |     |     |     |     | Ret | Ret | NQ  |     |     |     | 0      | NC (15º) |  |
|      |        |                          |       |    |                     |     |     |     |     |     |     |     |     |     |     |     |     |     |     |     |     |        |          |  |
|      |        |                          |       |    |                     | BRA | ESP | SMR | MON | BEL | CAN | EUA | FRA | GBR | GER | HUN | AUT | ITA | POR | MEX | AUS |        |          |  |
| 1986 | FA1F   | Alfa Romeo 890T V8 turbo | P     | 22 | Christian Danner    | Ret | Ret | Ret | NQ  | Ret | Ret |     |     |     |     |     |     |     |     |     |     | 0      | NC (14º) |  |
| 1986 | FA1F   | Alfa Romeo 890T V8 turbo | P     | 22 | Allen Berg          |     |     |     |     |     |     | Ret |     |     | 12  | Ret | Ret |     | 13  | 16  | NC  | 0      | NC (14º) |  |
| 1986 | FA1F   | Alfa Romeo 890T V8 turbo | P     | 22 | Alex Caffi          |     |     |     |     |     |     |     |     |     |     |     |     | 11  |     |     |     | 0      | NC (14º) |  |
| 1986 | FA1G   | Alfa Romeo 890T V8 turbo | P     | 21 | Piercarlo Ghinzani  | Ret | Ret | Ret | NQ  | Ret | Ret | Ret |     | Ret | Ret | Ret | 11  | Ret | Ret | Ret | Ret | 0      | NC (14º) |  |
| 1986 | FA1G   | Alfa Romeo 890T V8 turbo | P     | 22 | Allen Berg          |     |     |     |     |     |     |     | Ret |     |     |     |     |     |     |     |     | 0      | NC (14º) |  |
| 1986 | FA1H   | Alfa Romeo 890T V8 turbo | P     | 21 | Piercarlo Ghinzani  |     |     |     |     |     |     |     | Ret |     |     |     |     |     |     |     |     | 0      | NC (14º) |  |
| 1986 | FA1H   | Alfa Romeo 890T V8 turbo | P     | 22 | Allen Berg          |     |     |     |     |     |     |     |     | Ret |     |     |     |     |     |     |     | 0      | NC (14º) |  |
|      |        |                          |       |    |                     |     |     |     |     |     |     |     |     |     |     |     |     |     |     |     |     |        |          |  |
|      |        |                          |       |    |                     | BRA | POR | SMR | MON | CAN | USE | FRA | GBR | GER | AUT | NED | ITA | BEL | EUR | RSA | AUS |        |          |  |
| 1985 | FA1F   | Alfa Romeo 890T V8 turbo | P     | 24 | Piercarlo Ghinzani  | 12  | 9   | NC  |     |     |     |     |     |     |     |     |     |     |     |     |     | 0      | NC (11º) |  |
| 1985 | FA1F   | Alfa Romeo 890T V8 turbo | P     | 24 | Huub Rothengatter   |     |     |     |     |     |     |     |     |     |     |     |     | NC  |     |     |     | 0      | NC (11º) |  |
| 1985 | FA1G   | Alfa Romeo 890T V8 turbo | P     | 24 | Piercarlo Ghinzani  |     |     |     | 12  | 9   | NC  | NQ  | Ret |     |     |     |     |     |     |     |     | 0      | NC (11º) |  |
| 1985 | FA1G   | Alfa Romeo 890T V8 turbo | P     | 24 | Huub Rothengatter   |     |     |     |     |     |     |     |     | Ret | 9   | NC  | Ret | NC  | NQ  | Ret | 7   | 0      | NC (11º) |  |
|      |        |                          |       |    |                     |     |     |     |     |     |     |     |     |     |     |     |     |     |     |     |     |        |          |  |
|      |        |                          |       |    |                     | BRA | RSA | BEL | SMR | FRA | MON | CAN | USE | DAL | GBR | GER | AUT | NED | ITA | EUR | POR |        |          |  |
| 1984 | FA1E   | Alfa Romeo 1260 V12      | P     | 30 | Jo Gartner          |     |     |     | Ret |     |     |     |     |     |     |     |     |     |     |     |     | 2      | 12º      |  |
| 1984 | FA1F   | Alfa Romeo 890T V8 turbo | P     | 24 | Piercarlo Ghinzani  | Ret | DNS | Ret | NQ  | 12  | 7   | Ret | Ret | 5   | 9   | Ret | Ret | Ret | 7   | Ret | Ret | 2      | 12º      |  |
| 1984 | FA1F   | Alfa Romeo 890T V8 turbo | P     | 30 | Jo Gartner          |     |     |     |     |     |     |     |     |     | Ret | Ret | Ret | 12  | 52  | Ret | 16  | 2      | 12º      |  |
|      |        |                          |       |    |                     |     |     |     |     |     |     |     |     |     |     |     |     |     |     |     |     |        |          |  |
|      |        |                          |       |    |                     | BRA | USW | FRA | SMR | MON | BEL | USE | CAN | GBR | GER | AUT | NED | ITA | EUR | RSA |     |        |          |  |
| 1983 | FA1D   | Ford Cosworth DFV V8     | M     | 31 | Corrado Fabi        | Ret | NQ  | Ret | Ret | NQ  | Ret | NQ  | Ret |     |     |     |     |     |     |     |     | 0      | NC (20º) |  |
| 1983 | FA1D   | Ford Cosworth DFV V8     | M     | 32 | Piercarlo Ghinzani  | NQ  | NQ  | NQ  |     |     |     |     |     |     |     |     |     |     |     |     |     | 0      | NC (20º) |  |
| 1983 | FA1E   | Alfa Romeo 1260 V12      | M     | 32 | Piercarlo Ghinzani  |     |     | NQ  | NQ  | NQ  | Ret | NQ  | Ret | Ret | 11  | NQ  | Ret | Ret | Ret |     |     | 0      | NC (17º) |  |
| 1983 | FA1E   | Alfa Romeo 1260 V12      | M     | 31 | Corrado Fabi        |     |     |     |     |     |     |     |     | NQ  | NQ  | 10  | 11  | Ret | NQ  | Ret |     | 0      | NC (17º) |  |
|      |        |                          |       |    |                     |     |     |     |     |     |     |     |     |     |     |     |     |     |     |     |     |        |          |  |
|      |        |                          |       |    |                     | RSA | BRA | USW | SMR | BEL | MON | USE | CAN | NED | GBR | FRA | GER | AUT | SUI | ITA | LVS |        |          |  |
| 1982 | FA1C   | Ford Cosworth DFV V8     | P     | 31 | Jean-Pierre Jarier  | Ret | 9   | Ret | 4   | Ret | NQ  | Ret | Ret | 14  | Ret | Ret |     |     |     |     |     | 3      | 13º      |  |
| 1982 | FA1C   | Ford Cosworth DFV V8     | P     | 32 | Riccardo Paletti    | NQ  | NPQ | NQ  | Ret | NPQ | NPQ | DNS | Ret |     |     |     |     |     |     |     |     | 3      | 13º      |  |
| 1982 | FA1D   | Ford Cosworth DFV V8     | P     | 31 | Jean-Pierre Jarier  |     |     |     |     |     |     |     |     |     |     |     | Ret | NQ  | Ret | Ret | DNS | 3      | 13º      |  |
|      |        |                          |       |    |                     |     |     |     |     |     |     |     |     |     |     |     |     |     |     |     |     |        |          |  |
|      |        |                          |       |    |                     | USW | BRA | ARG | SMR | BEL | MON | ESP | FRA | GBR | GER | AUT | NED | ITA | CAN | LVS |     |        |          |  |
| 1981 | FA1B   | Ford Cosworth DFV V8     | M     | 31 | Miguel Ángel Guerra | NQ  | NQ  | NQ  | Ret |     |     |     |     |     |     |     |     |     |     |     |     | 0      | NC (16º) |  |
| 1981 | FA1B   | Ford Cosworth DFV V8     | M     | 31 | Piercarlo Ghinzani  |     |     |     |     | 13  |     |     |     |     |     |     |     |     |     |     |     | 0      | NC (16º) |  |
| 1981 | FA1B   | Ford Cosworth DFV V8     | M     | 31 | Beppe Gabbiani      |     |     |     |     |     | NQ  | NQ  | NQ  | NQ  | NQ  | NQ  | NQ  | NQ  | NQ  | NQ  |     | 0      | NC (16º) |  |
| 1981 | FA1B   | Ford Cosworth DFV V8     | M     | 32 | Beppe Gabbiani      | Ret | NQ  | NQ  | Ret | Ret |     |     |     |     |     |     |     |     |     |     |     | 0      | NC (16º) |  |
| 1981 | FA1B   | Ford Cosworth DFV V8     | M     | 32 | Piercarlo Ghinzani  |     |     |     |     |     | NQ  |     |     |     |     |     |     |     |     |     |     | 0      | NC (16º) |  |
| 1981 | FA1B   | Ford Cosworth DFV V8     | M     | 32 | Giorgio Francia     |     |     |     |     |     |     | NQ  |     |     |     |     |     |     |     |     |     | 0      | NC (16º) |  |
| 1981 | FA1B   | Ford Cosworth DFV V8     | M     | 32 | Jean-Pierre Jarier  |     |     |     |     |     |     |     |     | 8   | 8   | 10  | Ret |     |     |     |     | 0      | NC (16º) |  |
| 1981 | FA1C   | Ford Cosworth DFV V8     | M     | 32 | Jean-Pierre Jarier  |     |     |     |     |     |     |     |     |     |     |     |     | 9   | Ret | Ret |     | 0      | NC (16º) |  |
|      |        |                          |       |    |                     |     |     |     |     |     |     |     |     |     |     |     |     |     |     |     |     |        |          |  |
|      |        |                          |       |    |                     | ARG | BRA | RSA | USW | BEL | MON | FRA | GBR | GER | AUT | NED | ITA | CAN | USA |     |     |        |          |  |
| 1980 | FA1    | Ford Cosworth DFV V8     | G     | 31 | Eddie Cheever       | NQ  | NQ  | Ret | Ret | NQ  | NQ  | Ret | Ret | Ret | Ret | Ret | 12  | Ret | Ret |     |     | 0      | NC (14º) |  |

† Completou mais de 90% da distância da corrida.
↑1  motor Alfa Romeo
↑2  Não pontuou, pois estava inelegível e a escuderia inscreveu apenas um carro no campeonato.

### Pilotos importantes
- Piercarlo Ghinzani - Italiano, estreou e encerrou na Fórmula 1 no time de Enzo Osella. Foi o piloto que mais atuou na história do time com 47 provas e o último piloto a pontuar, encerrando sua carreira na F-1 aos 37 anos. Correu também por Toleman, Ligier e Zakspeed, sem sucesso. De vez em quando, corre algumas etapas de categorias menores na Itália.
- Jean-Pierre Jarier - Francês, foi o primeiro piloto na história da equipe que pontuou, com o 4º lugar (3 pontos) no GP de San Marino e é o segundo piloto que mais correu: foram 21 provas. Ex-piloto de Shadow, Lotus e Tyrrell, Jumper Jarier fez uma temporada terrível pela Ligier em 1983, e depois abandonou a F-1. Escapou de um acidente de helicóptero e correu em eventos de turismo francês e da Porsche.
- Nicola Larini - Também italiano, é o terceiro piloto que atuou na equipe (19 provas) nos campeonatos de 1988 e 1989. Após uma curta experiência na Coloni, correu também pelas equipes Ligier e Lambo-Modena, foi piloto de testes da Ferrari (chegando a disputar duas corridas em 1992 e duas também em 1994). Correu pela Sauber em 1997 até o GP de Mônaco e deixou a categoria no mesmo ano. Também competiu no Campeonato Mundial de Carros de Turismo.
- Eddie Cheever - O norte-americano fez 10 provas em 1980 pela equipe de Volpiano. Passou um bom tempo na F-1, sendo um razoável piloto nas equipes Tyrrell, Ligier, Renault, Alfa Romeo e Arrows. Depois voltaria aos EUA para correr, vencer as 500 Milhas de Indianápolis de 1998 e virar dono de time na Indy Racing League até 2006.
- Miguel Ángel Guerra - Argentino, estreou e encerrou na F1 no time em 1981 tentando quatro vezes alinhar no grid, mas apenas uma vez conseguiu. Correu em campeonatos de Super Turismo na Argentina antes da aposentadoria.
- Beppe Gabbiani - Italiano, teve 15 tentativas, mas em apenas 3 conseguiu alinhar. Voltou à F-2 e fez ótimas temporadas. Depois passaria a ser um eventual corredor de turismo e carros-esporte.
- Giorgio Francia - Italiano, tentou uma vez e não se qualificou para o GP da Espanha de 1981. Correu em carros de Turismo até o fim dos anos 90, com relativo sucesso.
- Riccardo Paletti - Estreou pelo time tendo 8 tentativas, mas em apenas três alinhou no grid. Faleceu no GP do Canadá de 1982, quando seu carro não conseguiu desviar da Ferrari do francês Didier Pironi, que não conseguiu largar.
- Corrado Fabi - Fez sua estreia no time de Volpiano em 1983, com 9 provas das 15 naquele ano. Ele disputou 3 provas com a Brabham em 1984 substituindo seu irmão mais velho Teo Fabi, que disputava naquela época a Fórmula Indy. Corrado foi Campeão Europeu da F2 em 1982, foi para os Estados Unidos juntamente com Teo, e depois abandonaria o esporte para cuidar dos negócios de sua família.
- Jo Gartner - Austríaco, que estreou também pela escuderia de Volpiano disputando 8 provas em 1984. Seu melhor resultado foi o 5º lugar em Monza, mas o piloto não marcou 2 pontos, pois o seu carro estava inelegível[3] e naquela temporada, a escuderia inscreveu apenas o carro de Ghinzani. Ele teve uma boa carreira nos carros-esporte, vencendo as 12 Horas de Sebring de 1986, em companhia de Bob Akin e Hans Stuck. Dois meses depois, faleceria num grave acidente nas 24 Horas de Le Mans de 1986 com um Porsche.
- Huub Rothengatter - Holandês, pilotou por 7 provas e sem sucesso em 1985. Pilotou também para a Zakspeed. Depois reapareceria na F-1, como empresário do compatriota Jos Verstappen.
- Christian Danner - Alemão, correu apenas 5 provas em 1986. Pilotou: Zakspeed, Arrows e Rial, obtendo por essa equipe um 4º lugar (3 pontos) no GP dos Estados Unidos de 1989. Depois da F-1, Danner correu no Japão, nos EUA, na DTM e hoje é comentarista de TV.
- Allen Berg - Canadense, estreou e encerrou a carreira na Fórmula 1 em 1986 com apenas 9 provas no currículo. Fez fama no México correndo na Fórmula 3 de lá, se aposentando em 2001. Hoje é dono de equipe em categorias menores do automobilismo norte-americano.
- Alex Caffi - Italiano, fez sua estreia na categoria pelo time de Volpiano, disputando o GP da Itália de 1986; continuou nela em 1987 com 14 participações. Além da escuderia de Volpiano, pilotou para: Scuderia Italia, Footwork e foi ludibriado pela Andrea Moda em 1992. Chegou a competir na Fórmula Truck em 2013.
- Gabriele Tarquini - Italiano, fazendo também sua estreia no time e na categoria no GP de San Marino de 1987. Pilotou: Coloni, AGS, Fondmetal e Tyrrell. Corre com muito sucesso pelo WTCC.
- Franco Forini - Suíço de origem italiana, Forini foi o último piloto que estreou pelo time. Correu nas F-3 alemã e italiana, também participou de corridas de rali e kart e hoje é dono de postos de gasolina na Suíça.
- Olivier Grouillard - Francês, fez 9 provas das 16 tentativas em 1990 e a 8ª posição foi a melhor posição de largada do piloto na carreira e na história da escuderia e foi o último piloto na história da equipe. Passou ainda por Ligier (1 ponto na carreira em 1989), Fondmetal e Tyrrell. Se mudou para os EUA, fracassou e foi para os carros-esporte, também sem muito sucesso.
- Enzo Osella - Reconstruiu a equipe nos carros-esporte, com sucesso, ganhando campeonatos de subida de montanha e de turismo.